# Veliki Jelnik
Veliki Jelnik este o localitate din comuna Lukovica, Slovenia, cu o populație de 22 de locuitori.